# Бабића башта
Бабића башта (бошњ. Babića bašća) је локална заједница у оквиру општине Стари град Сарајево. То је једно од најстаријих насеља у Сарајеву. Добила је име по башти, која је била у власништву породице Бабић и налазила се у улици која сада носи исти назив као и локална заједница. Разлог зашто је названа у част баште је, јер су скоро све куће имале баште у својим двориштима и на лето, мноштво људи који су путовали кроз Сарајево у прошлости, описивали су га као зелену оазу окружену планинама, чинећи те баште симболом града. Улица и старо гробље Алифаковац се тамо налазе и зато је град назван Алифаковац. Граничи се са Башчаршијом, Вратником, и Мошћаницом на северу, Хрид-Јарчедоли на југу, Бистриком на западу и ентитетом Републике Српске на истоку. Локална заједница броји 1.496 житеља.

## Знаменитости
Постоје многе зграде и знаменитости које можете видети у овој локалној заједници, јер је то један од најстаријих насеља у граду. Неке од најважнијих и најпопуларнијих су:
- Џамија Векил-Харач или Ходочасна џамија је џамија поред реке Миљацке, у улици Велики Алифаковац. Саграђена је између 1541. и 1561. године од стране Гази Хусрет-бега. Џамија је добила надимак због чињенице да су се ходочасници из Сарајева спремали за пут у Меку из ове џамије.
- Чељиговића џамија је џамија која се налази у Чељиговића улици, испод Транзит истока. Има танак кров и 1562. године на њеном садашњем месту била је џамија Јасинара Незира. 1781.године реновирана је и уз њу је дозидан мактаб.
- Хаваџе-заде Ахмед џамија, такође позната и као Подтакишом џамија, изграђена је 1565. године. Налази се испод Транзит исток раскрснице.
- Јакуб-пашина џамија налази се у Мегаре улици (такође позната и као мали Алифковац), изграђена је 1491. године, а уништена 1936. године. Реновирана је у септембру 2008. године.
- Гробље Алифаковац израђено је у 15. веку, једно је од најстаријих и најлепших гробља у Сарајеву. Заједно са неким околним зградама и улицама, проглашено је за национални споменик 2005. године. Обновљено је 2007. године.
- Козја ћуприја се налази у кањону реке Миљацке, на неколико километара источно од старог дела града. Била је део некадашњег Цариградског пута који је повезивао Сарајево са источним деловима Османског царства, а самим тим и Цариградом (данашњи Истанбул). Једна је од четири преостала моста који су остали очувани до данас. Козја ћуприја дугачка је 42 метара и широка 4,75 м, са луком који досеже 17,5 м. Данас је овај мост национални споменик.
- Инат кућа је кућа на јужној страни реке Миљацке источног дела града. Саграђена је на северној страни реке Миљацке, на месту данашње градске већнице. Али од 1892. до 1894. године Аустроугарске власти су одлучиле да саграде већницу и кућа је морала бити померена са тог места. Остале грађевине су биле лако померене, али власник „Инат куће” је тражио врећу дуката и да његова кућа буде премештена циглу по циглу на другу страну реке. Наком завршеног премештања кућа је добила данашњи назив. Данас је адаптирана у ресторан који служи традиционална домаћа јела.
- Шехер-Ћехајина ћуприја је први мост на источном улазу у Сарајево. Мало се зна о овој грађевини. Претпоставља се да је ћуприја (мост) саграђена негде између 1585. и 1620. године. Такође је познато историјско име моста „Мост Мустафе-паше” (име се помиње у сарајевским новинама из 1881. године). Данас је национални споменик.

## Улице
Округ се састоји од 23 улице: Алифаковац, Авдаге, Шахинагићева, Алије Бејтића, Бабића башта, Браће Морић, Чељиговићи, Џемала Челића, Фрањевачка, Хафиза-Ибрахима Требињца, Хошин бијег, Лапишница, Магуда, Магуда чимка, Мегара (Мали Алифаковац), Мехмеда Мујезинића, Мује Хрњице, Подцарина, Шећер-Ћехајина чимка, Тимурханова, Топлик, Турбе и Велики Алифаковац.